# Aeracura Corona
L'Aeracura Corona è una struttura geologica della superficie di Venere.